# Body and Soul (album de Joe Jackson)
Pour les articles homonymes, voir Body and Soul.
Albums de Joe Jackson
Mike's Murder
(1983) Big World
(1986)
Singles
1. You Can't Get What You Want (Till You Know What You Want)
Sortie : 1983
2. Happy Ending
Sortie : 1984

Body and Soul est le sixième album studio de Joe Jackson, sorti le 14 mars 1984.
L'album s'est classé 14e au UK Albums Chart et 20e au Billboard 200.

## Liste des titres
Toutes les chansons sont écrites et composées par Joe Jackson.
| No | Titre                                                     | Durée |
| -- | --------------------------------------------------------- | ----- |
| 1. | The Verdict                                               | 5:31  |
| 2. | Cha Cha Loco                                              | 4:47  |
| 3. | Not Here, Not Now                                         | 5:27  |
| 4. | You Can't Get What You Want (Till You Know What You Want) | 4:50  |
| 5. | Go for It                                                 | 4:18  |
| 6. | Loisaida                                                  | 5:33  |
| 7. | Happy Ending (featuring Elaine Caswell)                   | 3:39  |
| 8. | Be My Number Two                                          | 4:18  |
| 9. | Heart of Ice                                              | 6:53  |

## Personnel
- Joe Jackson : chant, piano, saxophones
- Graham Maby : basse
- Vinnie Zummo : guitare
- Ed Roynesdal : violon, claviers
- Tony Aiello : saxophones, flûte
- Michael Morreale : trompette, bugle
- Gary Burke : batterie
- Ellen Foley et Elaine Caswell : chœurs